# Pleurosticta
Genre
Pleurosticta est un genre de champignons lichénisés de la famille des Parmeliaceae, comprenant deux espèces eurasiatiques.

## Liste des espèces
Selon Index Fungorum (10 juin 2021) :
- Pleurosticta acetabulum (Neck.) Elix & Lumbsch, 1988
- Pleurosticta koflerae (Clauzade & Poelt) Elix & Lumbsch, 1988
- Pleurosticta lichenicola Petr., 1931 (synonyme de Pleurosticta acetabulum)